# Папорова, Татьяна Васильевна
Татьяна Васильевна Папорова (5 ноября 1941, Москва — 4 октября 2024, там же) — советский и российский редактор, затем главный редактор киностудии «Союзмультфильм», сценарист. Автор множества статей об анимации в различных изданиях. Член Союза кинематографистов России.

## Биография
Родилась 5 ноября 1941 года в Москве.
Начала трудовую деятельность в 1959 году в качестве руководителя группы продлённого дня в московской средней школе № 591, где проработала в течение года. С 1960 по 1965 училась на филологическом факультете Московского университета, параллельно с этим с 1964 по 1966 годы работала корректором в детской газете «Пионерская правда». С 1972 года и до самой смерти работала на киностудии «Союзмультфильм»: сперва в качестве редактора, затем старшего редактора и члена сценарно-редакционной коллегии. С 2006 года — главный редактор киностудии. Автор множества статей об анимации в различных журналах и газетах.
Скончалась 4 октября 2024 года в своей квартире города Москвы в Останкино на 83-м году жизни после долгой борьбы с множественной миеломой. Похоронена в семейной могиле на Преображенском кладбище Москвы.